# Hans Heierli
Hans Heierli (* 13. November 1927 in Buchs; † 31. Oktober 2003; heimatberechtigt in Gais) war ein Schweizer Geologe.

## Leben
Heierli wuchs in Buchs auf und besuchte ab 1944 die Kantonsschule Trogen, die er mit der Matura Typus C abschloss. Er studierte Geologie an der ETH Zürich und der Universität Zürich und erhielt dort das Diplom als Gymnasiallehrer für Geographie und Chemie. 1955 wurde er mit der Schrift Geologische Untersuchungen in der Albulazone zwischen Crap Alv und Cinuos-chel (Graubünden) an der Universität Zürich promoviert. Von 1958 bis 1984 war er Lehrer an der Kantonsschule Trogen. Ab 1981 war er nebenberuflich und ab 1984 vollberuflich Konservator am Naturmuseum St. Gallen. 1993 wurde er pensioniert. Er leitete zahlreiche Exkursionen in den Alpstein.
1971 eröffnete der von ihm geplante erste geologische Wanderweg der Schweiz am Hohen Kasten. Eine Felsspitze («Heierli-Nadel») am Wanderweg ist nach ihm benannt.

## Schriften
- mit Theo Kempf: Bau und Entstehung des Alpsteins. Herisau: Appenzeller Hefte, 1965, 3. Auflage 1980.
- Der geologische Wanderweg Hoher Kasten–Stauberen–Saxerlücke. St. Gallen: Fehr, 1972; 2. Auflage: Der Geologische Wanderweg am Hohen Kasten. Bern: Paul Haupt, 1987.
- Graubünden in Farbe. Ein Reiseführer für Naturfreunde. Stuttgart: Kosmos Franckh, 1977.
- Geologischer Wanderführer Schweiz. Vierzehn Wanderungen in Alpen, Mittelland und Jura, mit einer Einführung in die geologischen Grundlagen. 2 Bände, Thun: Ott 1982; 2. Auflage 1989.
- Der Kosmos Wanderführer. Die Alpen. Stuttgart: Kosmos Franckh, 1982.
- mit Martin Stirrup: Grundwissen in Geologie. Thun: Ott, 1984.
- Die Ostschweizer Alpen und ihr Vorland. Säntismassiv, Churfirsten, Mattstock, Alviergruppe, Appenzeller Molasse (= Sammlung Geologischer Führer. Bd. 75). Berlin/Stuttgart: Gebrüder Borntraeger, 1984.
- mit Martin A. Koenig: Geologische Katastrophen und ihre Auswirkungen auf die Umwelt. 2. erweiterte Auflage. Thun: Ott, 1994.
- Geschichte des Naturmuseums St. Gallen. St. Gallen: Naturmuseum, 1996.